# Holger Krogerus
Holger Felix Valter Krogerus, född 25 december 1915 i Helsingfors, död 29 mars 1985 i Lojo, var en finländsk militär. Han var son till Rolf Krogerus och bror till Harry Krogerus. 
Krogerus var kompanichef under vinter- och fortsättningskriget och tjänstgjorde senare bland annat vid Nylands brigad 1947–1958. Han innehade olika befattningar vid försvarsministeriet 1959–1963 och 1966–1970 och samt kommendör för Kajanalands brigad 1963–1966. Han avslutade sin karriär som kommendör för Österbottens militärlän med generalmajors grad 1970–1975.